# 1256 Норманнія
1256 Норманнія (1256 Normannia) — астероїд головного поясу, відкритий 8 серпня 1932 року.
Тіссеранів параметр щодо Юпітера — 3,056.